# William Henry Keeler
William Henry Keeler (San Antonio, EUA, 4 de març del 1931 – 23 de març del 2017) fou un cardenal estatunidenc de l'Església Catòlica. Va exercir com a arquebisbe de Baltimore entre 1989 i 2007 i va ser elevat al cardenalat el 1994.
El papa Benet XVI va acceptar la renúncia de Keeler el 12 de juliol de 2007, quan es va anunciar que Edwin O'Brien havia estat designat per succeir a Keeler com a arquebisbe de Baltimore.

## Primers anys i educació
Keeler va néixer a San Antonio, (Texas), fill de Thomas i Margaret (nascuda Conway) Keeler. Tots dos eren d'ascendència irlandesa. Poc després, la família es va traslladar a Lebanon (Pennsilvània), on va assistir a l'Escola Keeler St. Maria Maggiore i l'Escola Secundària Catòlica Lebanon. Va ser membre dels Boy Scouts d'Amèrica i va aconseguir el rang de Eagle Scout. Keeler va rebre un batxiller del Seminari Saint Charles Borromeo a Wynnewood, Pennsilvània, el 1952.

## Ordenació, l'educació i el ministeri
Mentre estudiava a la Pontifícia Universitat Gregoriana a Roma, va ser ordenat al sacerdoci el 17 de juliol de 1955 pel arquebisbe Luigi Traglia.
El va rebre un títol de llicenciat en sagrada teologia (1956) i el doctorat en dret canònic (1961) per la Gregoriana, i després realitzà tasca pastoral i curial a la Diòcesi de Harrisburg, va servir com a perit o expert, i com a secretari del bisbe George Leech al Concili Vaticà II (1962-1965). Keeler va treballar per al Council Digest, un servei de comunicacions utilitzat per portar la gent als Estats Units el dia a dia del Concili.
Keeler es va elevar al rang de Capellà de Sa Santedat el 9 de novembre de 1965, i més tard Prelat d'honor de Sa Santedat el 8 de maig de a 1970.

## Bisbat de Harrisburg
El 24 de juliol de 1979, Keeler va ser nomenat bisbe auxiliar de Harrisburg i bisbe titular de Ulcinium. Va rebre la seva consagració episcopal el 21 de setembre, de mans del bisbe Joseph Thomas Daley, amb els bisbes Francis Gossman i Martin Lohmuller com a co-consagradors. Keeler va prendre com a lema episcopal "Opus Fac Evangéliste" ("fer la feina d'un evangelista").
Keeler va ser nomenat setè bisbe de Harrisburg el 10 de novembre de 1983, succeint el bisbe Daley, que havia mort. Va instal·lar-se el 4 de gener de 1984, a la catedral de St Patrick.

## Arquebisbe de Baltimore
El bisbe Keeler va ser designat com el catorzè arquebisbe metropolità de Baltimore l'11 d'abril de 1989, després de la retirada de William Donald Borders, i es va instal·lar el 23 de maig. Com a arquebisbe de Baltimore, Keeler era cap de la seu més antiga dels Estats Units.
Va ser escollit President de la Conferència Episcopal Catòlica dels Estats Units al novembre de 1992. Havia estat elegit com a vicepresident de l'organització al novembre de 1989, quan presidia la celebració del bicentenari de la fundació de la diòcesi de Baltimore. També va exercir com a President de la Conferència Catòlica de Maryland, President de la Junta i Canceller de del Seminari i de la Universitat de St. Maria de Baltimore, així com de la Universitat Mount Saint Mary's.
Mentre que era president de la Conferència Episcopal, l'arquebisbe Keeler va ajudar a organitzar el Dia Mundial de la Joventut celebrada a Denver, Colorado el 1993.
Keeler va desenvolupar una reputació de constructor de ponts entre religions, en particular per promoure el diàleg entre catòlics i jueus mentre que actuava com a moderador de les relacions catòlic-jueves de la USCCB. Com a President de la Comissió de Bisbes dels Estats Units per a Assumptes Ecumènics i Interreligiosos entre 1984 i 1987, va ajudar a organitzar les reunions del Papa amb els líders jueus a Miami i amb els líders protestants a Columbia, Carolina del Sud.[7]

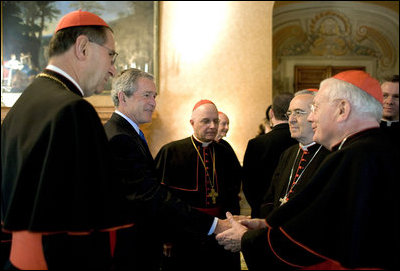
Keeler a Roma el 2005 per al funeral del Papa Joan Pau II. D'esquerra a dreta estan: Roger Mahony, arquebisbe de Los Angeles, el President George W. Bush; Francis George, arquebisbe de Chicago; Justin Rigali, arquebisbe de Filadèlfia; i Keeler, arquebisbe de Baltimore.

Keeler va ser creat cardenal prevere de Santa Maria degli Angeli e dei Martiri, pel Papa Joan Pau II en el consistori celebrat el 26 de novembre de 1994. Va ser nomenat membre del Consell Pontifici per a la Unitat dels Cristians l'estiu de 1994 i de la Congregació per a les Esglésies Orientals al novembre de 1994. Entre 1998 i 2001 i de nou des de novembre de 2003, exercí com a President de la Comissió d'Activitats Pro-vida. Keeler va ser un dels cardenals electors que van participar en el conclave de 2005, on s'escollí el Papa Benet XVI. Keeler va arribar als 80 anys el 4 de març de 2011 i va perdre l'elegibilitat per participar en futurs conclaves papals.
Una de les prioritats de Keeler va ser l'enfortiment del sistema de l'escola catòlica. El 1992, va iniciar la Campanya de Quaresma, una campanya de donació que va recaptar més de 44 milions en suport de les escoles catòliques de Baltimore, les necessitats dels menys afortunats, i una varietat d'esforços per al desenvolupament espiritual; el programa de beques Excel·lència ha recaptat 16 milions de dòlars en ajuda per a la matrícula dels nens en situació de risc.
El cardenal també va ser responsable de la restauració de la Basílica del Santuari Nacional de l'Assumpció de la Mare de Déu de Baltimore, la primera catedral dels Estats Units. El cost del projecte estava al voltant de 32 milions, els quals van ser aconseguits enterament de donacions privades i no pas de la tresoreria de l'arxidiòcesi, i va durar des de 2004 fins a 2006.
Keeler és el President de l'Associació Estatunidenca de la Divisió de Benestar Catòlica del Orient Pròxim i President de la Junta de Missions per Negres i Nadius Americans. És President de la Junta de Caritats Catòliques, l'agència no governamental més gran de la prestació d'assistència als necessitats de Maryland. És president de la Fundació Catedral i editor de The Catholic Review.
El 2007 Keeler, després d'haver acomplert els 76è anys, va presentar la seva renúncia al Papa com ho requereix la llei canònica. Va ser acceptada pel Papa Benet XVI el 12 de juliol, i Keeler va ser rellevat per Edwin O'Brien, anterior arquebisbe castrense.

## Opinions

### La investigació amb cèl·lules mare embrionàries
Com a president del Comitè d'Activitats Pro-vida dels Bisbes dels Estats Units, ha criticat l'anunci que va fer el cap de la majoria del Senat, Bill Frist, que va a donar suport a la investigació de cèl·lules mare amb fons federals que requereix la destrucció d'embrions humans.

### Ecumenisme
A l'assemblea general anual del Consell Nacional d'Esglésies, va assegurar als delegats que l'Església Catòlica Romana i el Papa, eren fermament ecumènics.

### Terri Schiavo
Keeler va lamentar la mort de Terri Schiavo, que va qualificar de "tragèdia humana". Schiavo era una dona en un estat vegetatiu persistent, que va morir el 2005, tretze dies després es retirés el seu tub d'alimentació a petició del seu marit.

## Honors
Balí Cavaller Gran Creu de Justícia del Sacre Orde Militar Constantinià de Sant Jordi (Casa de Borbó-Dues Sicílies)
Com a Eagle Scout, Keeler va rebre el Castor de plata, l'Antílop de plata, i el Premi Distingit d'Eagle Scout dels Boy Scouts d'Amèrica.